# Apia International Sydney 2017 - Doppio femminile
Martina Hingis e Sania Mirza erano le detentrici del titolo, ma hanno deciso di non partecipare insieme. Hingis ha fatto coppia con Coco Vandeweghe e le due hanno perso nei quarti di finale contro Tímea Babos e Anastasija Pavljučenkova. Mirza ha giocato con Barbora Strýcová e le due hanno perso in finale da Tímea Babos e Anastasija Pavljučenkova con il punteggio di 6–4, 6–4.

## Teste di serie
1. Sania Mirza /  Barbora Strýcová (finale)
2. Martina Hingis / Coco Vandeweghe (quarti di finale)

1. Chan Hao-ching /  Latisha Chan (primo turno)
2. Vania King /  Jaroslava Švedova (semifinale)

## Wildcard
1. Madison Brengle /  Arina Rodionova (quarti di finale)

## Tabellone

### Legenda
| - Q = Qualificato - WC = Wild card - LL = Lucky loser | - ALT = Alternate - SE = Special Exempt - PR = Protected Ranking | - w/o = Walkover - r = Ritirato - d = Squalificato |

|  | Primo turno             | Primo turno                  | Primo turno                  | Primo turno | Primo turno |  |  | Quarti                       | Quarti                       | Quarti                       | Quarti                       | Quarti                  |   |   | Semifinali                   | Semifinali                   | Semifinali                   | Semifinali              | Semifinali              |   |   | Finale | Finale | Finale | Finale | Finale |  |
|  |                         |                              |                              |             |             |  |  |                              |                              |                              |                              |                         |   |   |                              |                              |                              |                         |                         |   |   |        |        |        |        |        |  |
|  | 1                       | S Mirza B Strýcová           | 5                            | 6           | [10]        |  |  |                              |                              |                              |                              |                         |   |   |                              |                              |                              |                         |                         |   |   |        |        |        |        |        |  |
|  |                         | A Hlaváčková S Peng          | 7                            | 1           | [5]         |  |  | 1                            | S Mirza B Strýcová           | S Mirza B Strýcová           | 6                            | 6                       |   |   |                              |                              |                              |                         |                         |   |   |        |        |        |        |        |  |
|  | WC                      | M Brengle Ar Rodionova       | 6                            | 65          | [10]        |  |  | WC                           | M Brengle Ar Rodionova       | M Brengle Ar Rodionova       | 3                            | 4                       |   |   |                              |                              |                              |                         |                         |   |   |        |        |        |        |        |  |
|  |                         | O Kalašnikova B Krejčíková   | 1                            | 7           | [8]         |  |  |                              |                              |                              |                              |                         |   |   | 1                            | S Mirza B Strýcová           | S Mirza B Strýcová           | 6                       | 6                       |   |   |        |        |        |        |        |  |
|  | 4                       | V King Y Švedova             | V King Y Švedova             | 6           | 6           |  |  |                              |                              | 4                            | V King J Švedova             | V King J Švedova        | 1 | 2 |                              |                              |                              |                         |                         |   |   |        |        |        |        |        |  |
|  |                         | D Jurak An Rodionova         | D Jurak An Rodionova         | 2           | 3           |  |  | 4                            | V King J Švedova             | V King J Švedova             | 7                            | 6                       |   |   |                              |                              |                              |                         |                         |   |   |        |        |        |        |        |  |
|  | K Srebotnik S Zheng     | K Srebotnik S Zheng          | 3                            | 7           | [7]         |  |  |                              | A-L Grönefeld K Peschke      | A-L Grönefeld K Peschke      | 5                            | 3                       |   |   |                              |                              |                              |                         |                         |   |   |        |        |        |        |        |  |
|  | A-L Grönefeld K Peschke | A-L Grönefeld K Peschke      | 6                            | 63          | [10]        |  |  |                              |                              |                              |                              |                         |   |   | 1                            | S Mirza B Strýcová           | S Mirza B Strýcová           | 4                       | 4                       |   |   |        |        |        |        |        |  |
|  | L Huber M Sanchez       | L Huber M Sanchez            | 6                            | 4           | [7]         |  |  |                              |                              |                              |                              |                         |   |   |                              |                              |                              | T Babos A Pavljučenkova | T Babos A Pavljučenkova | 6 | 6 |        |        |        |        |        |  |
|  | D Gavrilova D Kasatkina | D Gavrilova D Kasatkina      | 1                            | 6           | [10]        |  |  | D Gavrilova D Kasatkina      | D Gavrilova D Kasatkina      | D Gavrilova D Kasatkina      | D Gavrilova D Kasatkina      |                         |   |   |                              |                              |                              |                         |                         |   |   |        |        |        |        |        |  |
|  |                         | A Klepač MJ Martínez Sánchez | A Klepač MJ Martínez Sánchez | 6           | 6           |  |  | A Klepač MJ Martínez Sánchez | A Klepač MJ Martínez Sánchez | A Klepač MJ Martínez Sánchez | A Klepač MJ Martínez Sánchez | w/o                     |   |   |                              |                              |                              |                         |                         |   |   |        |        |        |        |        |  |
|  | 3                       | H-c Chan L Chan              | H-c Chan L Chan              | 2           | 2           |  |  |                              |                              |                              |                              |                         |   |   | A Klepač MJ Martínez Sánchez | A Klepač MJ Martínez Sánchez | A Klepač MJ Martínez Sánchez | 3                       | 4                       |   |   |        |        |        |        |        |  |
|  | R Kops-Jones Y Xu       | R Kops-Jones Y Xu            | R Kops-Jones Y Xu            | 3           | 2           |  |  |                              |                              | T Babos A Pavljučenkova      | T Babos A Pavljučenkova      | T Babos A Pavljučenkova | 6 | 6 |                              |                              |                              |                         |                         |   |   |        |        |        |        |        |  |
|  | T Babos A Pavljučenkova | T Babos A Pavljučenkova      | T Babos A Pavljučenkova      | 6           | 6           |  |  |                              | T Babos A Pavljučenkova      | T Babos A Pavljučenkova      | 7                            | 6                       |   |   |                              |                              |                              |                         |                         |   |   |        |        |        |        |        |  |
|  |                         | K Bondarenko J Putinceva     | K Bondarenko J Putinceva     | 2           | 3           |  |  | 2                            | M Hingis C Vandeweghe        | M Hingis C Vandeweghe        | 67                           | 4                       |   |   |                              |                              |                              |                         |                         |   |   |        |        |        |        |        |  |
|  | 2                       | M Hingis C Vandeweghe        | M Hingis C Vandeweghe        | 6           | 6           |  |  |                              |                              |                              |                              |                         |   |   |                              |                              |                              |                         |                         |   |   |        |        |        |        |        |  |